# 豹斑猪笼草
豹斑猪笼草呈片状的分布于婆罗洲沙巴的基纳巴卢山及坦布幼昆山附近。
其种加词“burbidgeae”来源于弗雷德里克·威廉·伯比奇的姓氏“Burbidge”。

豹斑猪笼草可能是所有产于基纳巴卢山的猪笼草中最稀有的。它典型的原生地为苔藓森林和山地森林中低矮的灌木丛和开阔的陡峭山脊。根据2000年的评估，豹斑猪笼草已被列入了《2006年世界自然保护联盟濒危物种红色名录》中，保护状况为濒危。

## 植物学史
1858年，休·洛和斯宾塞·圣约翰在基纳巴卢山发现了豹斑猪笼草。斯宾塞·圣约翰在马劳伊·帕劳伊高原寻找新物种时写下了以下的话：[注1]
|  | 穿过红邦时，我们沿着西部的一条小路向上爬。在约海拔1200米的地方，休·洛发现了一种美丽的白色带斑点的猪笼草，他认为这种新发现的猪笼草可以与当时所知的22种猪笼草中的任何一个相媲美。其捕虫笼为白色，上面还有不规则的粉红色斑纹。 |

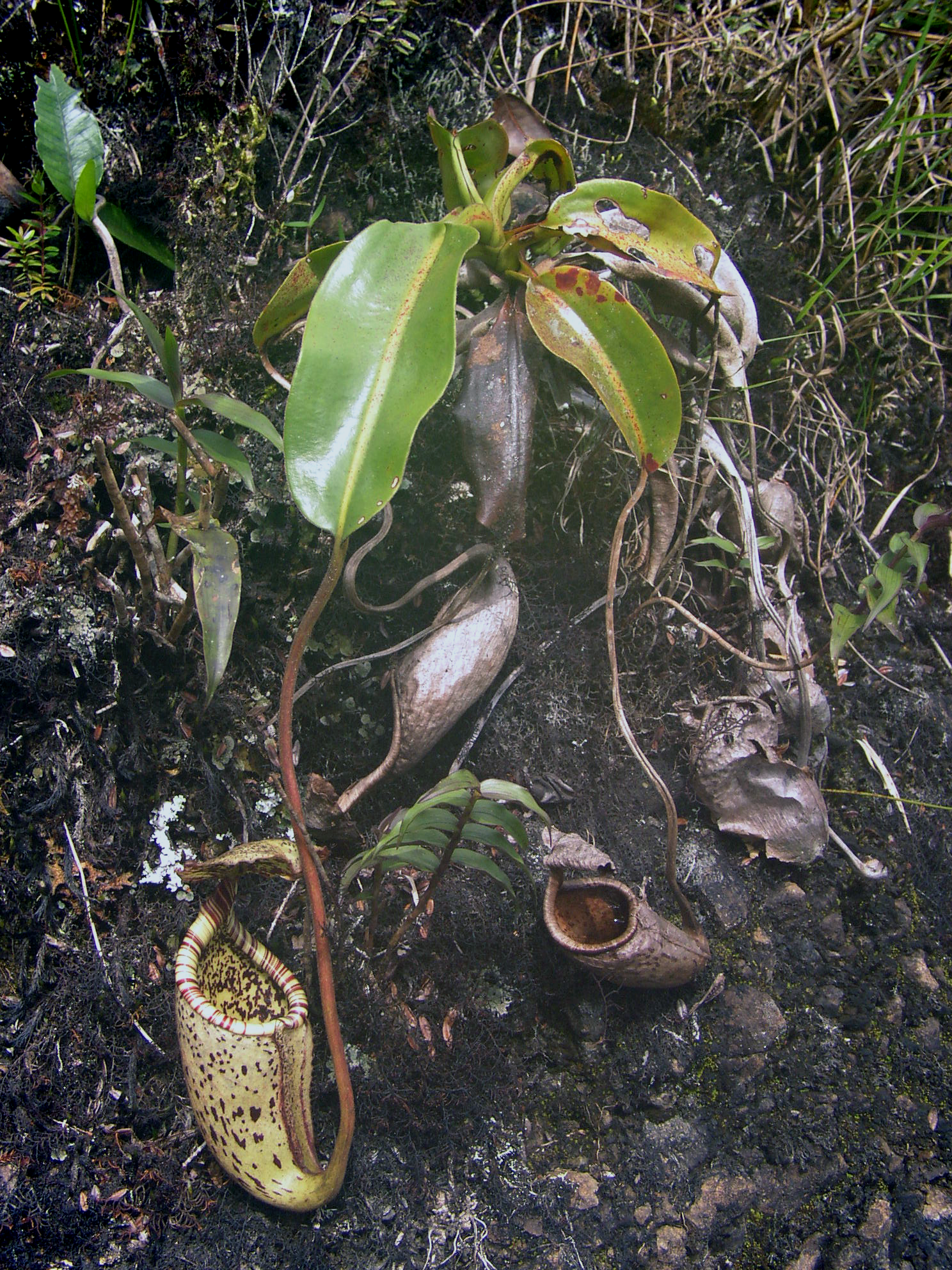
豹斑猪笼草带下位笼的莲座状植株

1878年，弗雷德里克·威廉·伯比奇于首次采集到了豹斑猪笼草，但他并没有引种成功。豹斑猪笼草的模式标本编号为“Burbidge s.n.”，其采集于基纳巴卢山的马劳伊·帕劳伊高原，并存放于英国皇家植物园。另一个副本存放于纽约植物园。
弗雷德里克·威廉·伯比奇1880年的著作《太阳花园》（The Gardens of the Sun）中，豹斑猪笼草作为一种未命名的物种出现于其中。约瑟夫·道尔顿·胡克仅在一份未发表的手稿中，以伯比奇的妻子命名了豹斑猪笼草。而豹斑猪笼草种加词要归因于伯比奇在1882年给《园丁纪事》的一封信中使用了这个名字：[注2]
|  | 豹斑猪笼草，一种尚未引种的可爱植物：其捕虫笼如蛋壳般，为瓷白色，上面还有深红色或血点样的斑点。笼盖上有深红色或紫色的斑点。这是一种很独特的植物，它的茎为三棱柱形，可长达50英尺，叶片边缘下延。 |

1894年，奥托·施塔普夫将豹斑猪笼草鉴定为“N. phyllamphora”，而“N. phyllamphora”现已被认为是奇异猪笼草（N. mirabilis）的同物异名。
在1894年和1896年伯比奇所著的两篇文章中都将豹斑猪笼草的学名都被错印为“N. burbidgei”。这造成后来很多学者跟着使用这个错误的名称，包括奥多阿多·贝卡利（1886），约翰·缪尔黑德·麦克法兰（1908）和埃尔默·德鲁·美林（1921）。植物标本馆内的标本也证实了这一点。
在发现之后的70年间，豹斑猪笼草一直不为人所知。这反映在B·H·丹瑟1928年出版的开创性专著《荷属东印度群岛的猪笼草科植物》中。[注3]他在书中认为豹斑猪笼草与细毛猪笼草（N. pilosa）之间存在着密切的近缘关系：[注4]
|  | 此物种只在基纳巴卢山上发现过两次，对它的了解非常不够。我没有断然的将其归为细毛猪笼草，但毫无疑问的是它们之间存在着密切的近缘关系，同时也肯定是不同的。 |

1981年，澳大利亚植物学家艾伦·劳瑞报告道豹斑猪笼草笼口未打开的捕虫笼内的液体有止血的功效。

## 形态特征

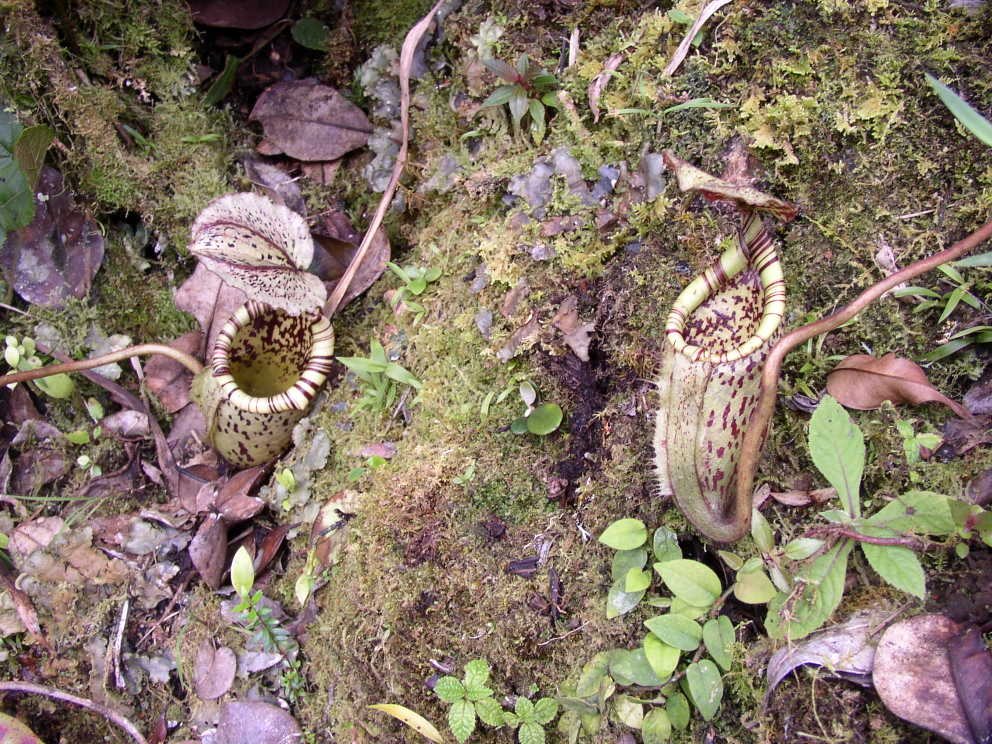
苔藓森林中豹斑猪笼草的下位笼

豹斑猪笼草的攀爬能力极强，可迅速的从莲座状植株进入藤本攀爬阶段。茎可长达15米，直径可达18毫米，呈三棱柱形。节间距可达12厘米。
豹斑猪笼草的叶片革质，具柄。叶片为椭圆形，可长达40厘米，宽至10厘米。叶尖为急尖，叶基常渐狭。叶柄成槽状，可长达15厘米，基部抱茎。叶柄通常下延，形成两个窄翼。中脉的两侧各有3至4条纵脉。羽状脉不明显。笼蔓可长达30厘米。

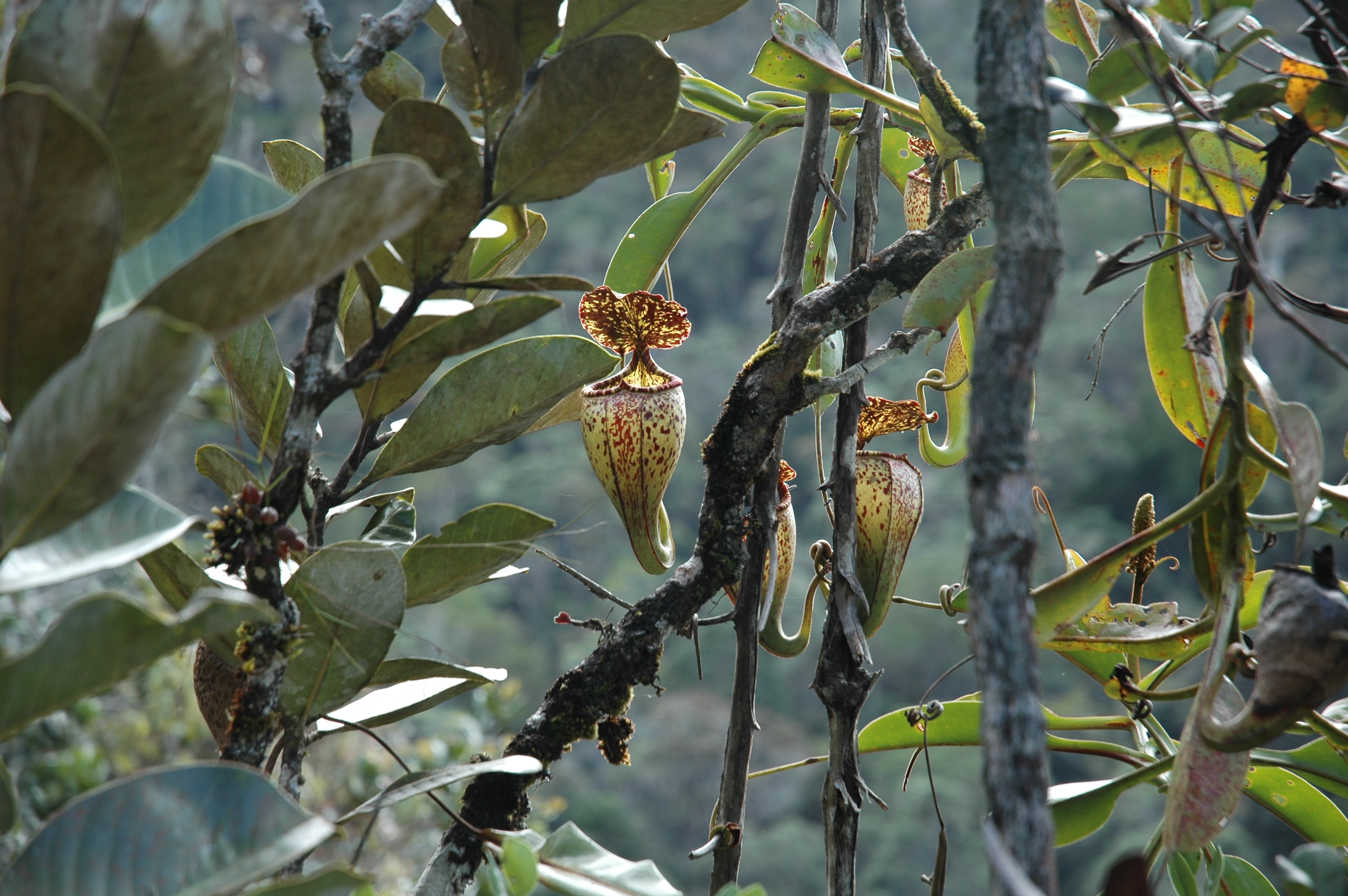
豹斑猪笼草的上位笼

豹斑猪笼草的下位笼大多数为球形－漏斗形或圆锥形。豹斑猪笼草的捕虫笼中部不收缩。下位笼相对较大，可高达25厘米，宽至10厘米。腹面有一对宽约10毫米的笼翼。下位笼内表面的下半部具覆盖型腺体。笼口为圆形至椭圆形。唇平展、宽大，可宽至30毫米。唇内缘具细小但明显的唇齿。唇内缘部分约占截面表面总长度的49%。唇颈较短。笼盖为卵形，可宽至8厘米。笼盖下表面有一根明显的盖龙骨及挑战性的钩状附属物。笼盖基部的后方具一根不分叉的笼蔓尾，其不长于12毫米。
豹斑猪笼草的上位笼的很多方面都与下位笼很相似，如有着相同的颜色。但上位笼的体型较小，最大仅高13厘米，宽7厘米。上位笼的下三分之一为漏斗状，上部为球形。笼翼缩小成一对隆起。
豹斑猪笼草的花序为总状花序。总花梗可达25厘米，花序轴可达30厘米。花梗带1至2朵花，长达15毫米。萼片为卵形，长达5毫米。
豹斑猪笼草植株的大部分披被着稀疏的毛被。在叶片的边缘有一排长约3毫米的褐色长毛。
豹斑猪笼草的可变性较小。因此，未有关于豹斑猪笼草的种下类群的描述。

## 生态关系

### 原生地与分布
豹斑猪笼草是基纳巴卢国家公园特有的猪笼草物种，其片状分布于基纳巴卢山和附近的坦布幼昆山。在基纳巴卢山的马劳伊·帕劳伊高原、马穆特铜矿（Mamut）和猪山都有关于豹斑猪笼草的记录。在猪山，其生长于海拔1900至1950米处，并与马来王猪笼草（N. rajah）、毛盖猪笼草（N. tentaculata）和阿里猪笼草（N. × alisaputrana）同域分布。豹斑猪笼草的海拔分布范围通常被引述为1200米至1800米，但部分学者给出最低海拔为1100米，而最高海拔为2250米，或2300米。
基纳巴卢山形成于100万年前。在最近一次冰河期期间（距今约1万至2万年），基纳巴卢山的顶峰具冰帽。因此，从进化的角度看，豹斑猪笼草还是一个较新的物种。
豹斑猪笼草可能是所有产于基纳巴卢山的猪笼草中最稀有的。它典型的原生地为苔藓森林和山地森林中低矮的灌木丛和开阔的陡峭山脊。豹斑猪笼草只扎根于泥炭中。在更开阔的地区，豹斑猪笼草常攀附于灌木丛（Leptospermum javanicum）上。偶尔豹斑猪笼草也会生长在竹林中。
豹斑猪笼草常与其他的猪笼草同域分布，如爱德华猪笼草（N. edwardsiana）、马来王猪笼草和毛盖猪笼草。已发现它们之间的自然杂交种。

### 威胁与保护状况
1997年至1998年的厄尔尼诺现象给生活在基纳巴卢山的猪笼草带来了灾难性的影响。长时间的干旱造成了大量自然分布地的消失。其间基纳巴卢山发生了9起山火，过火面积达25平方公里，产生了大量的烟雾。1999年3月，雨果·施泰纳返回基纳巴卢山，发现豹斑猪笼草的数量大量减少。这次厄尔尼诺现象期间，很多猪笼草被暂时转移到公园的苗圃中，之后又被移植到了马西劳的“猪笼草园”中。从那时起，便在马西劳附近建起了一个繁育基地，以保护包括豹斑猪笼草在内的濒危物种。
根据2000年的评估，豹斑猪笼草已被列入了《2006年世界自然保护联盟濒危物种红色名录》中，保护状况为濒危。而在1997年，查尔斯·克拉克根据世界自然保护联盟的标准，非正式评估的将豹斑猪笼草归为易危。但查尔斯·克拉克注意到豹斑猪笼草所有已知的分布都存在基纳巴卢国家公园中，不太可能被人为破坏，所以它们“在最近一段时间内还不太可能受到太大的灭绝威胁”。考虑到这些因素，他建议将其保护状况修订为依赖保育。

## 相关物种
豹斑猪笼草的形状和颜色与其他猪笼草都有很大的差别。其笼盖下还有一条笼盖骨。在其他产于婆罗洲的猪笼草中只有陈氏猪笼草（N. chaniana）和细毛猪笼草具有类似的结构。
B·H·丹瑟认为豹斑猪笼草与细毛猪笼草之间存在着密切的近缘关系。而细毛猪笼草通常不为人知，还很长一段时间里与陈氏猪笼草混作一团。
陈氏猪笼草的蜜腺与豹斑猪笼草的很相似，尤其是上位笼的。但由于它们捕虫笼形状上显著不同，所以很难将它们混淆。豹斑猪笼草的上位笼较短，为漏斗形，而陈氏猪笼草的较细长，并有密集的毛被。

## 自然杂交种

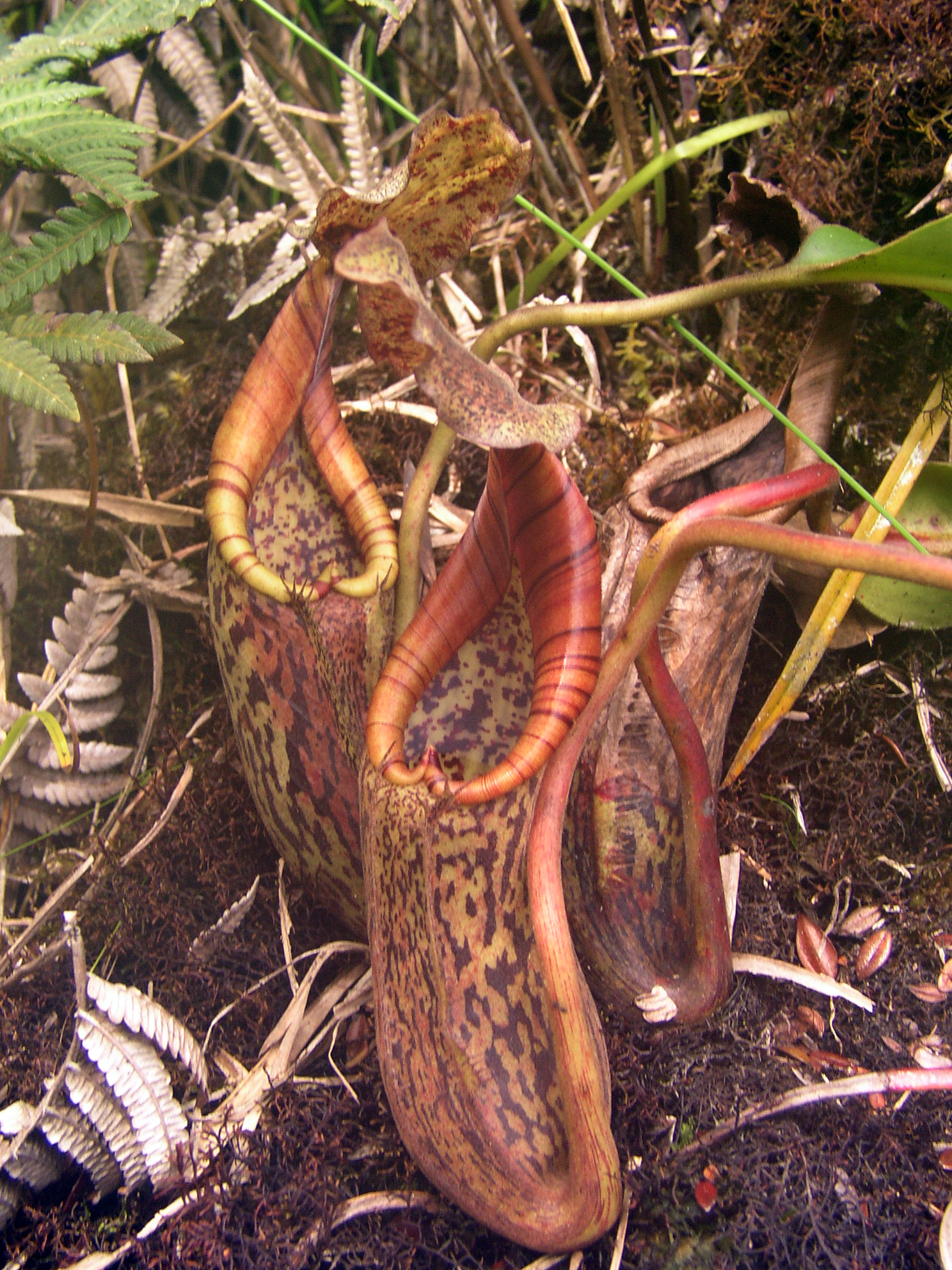
豹斑猪笼草与暗色猪笼草的自然杂交种的下位笼

豹斑猪笼草的自然杂交种较为罕见，仅记录到了四种关于豹斑猪笼草的自然杂交种。其中豹斑猪笼草与爱德华猪笼草、暗色猪笼草（N. fusca）和毛盖猪笼草的自然杂交种很少在文献中出现，但豹斑猪笼草与马来王猪笼草的自然杂交种已被描述为阿里猪笼草，它拥有可以与马来王猪笼草相媲美的巨大捕虫笼。

### 豹斑猪笼草与马来王猪笼草的自然杂交种
1992年，J·H·亚当和C·C·威尔科克描述了阿里猪笼草，其得名于沙巴公园信托局前董事长拉姆里·阿里。仅已知其分布于基纳巴卢国家公园内海拔约2000米的贫瘠地区。
阿里猪笼草继承了父母本双方的性状，特别是它继承了马来王猪笼草捕虫笼巨大的尺寸。马来王猪笼草其他的杂交种都没有可以与之媲美的捕虫笼。阿里猪笼草区别于豹斑猪笼草的特点是，其唇更宽，笼盖更大。而区别于马来王猪笼草的特点是，其笼盖的结构不同，毛被为棕色且较短，唇较窄且更接近于圆柱形，捕虫笼的颜色通常为黄绿色并具红色或棕色的斑点。因此，安西娅·飞利浦和安东尼·兰姆也将阿里猪笼草称为“豹纹猪笼草”（Leopard Pitcher-Plant）。阿里猪笼草的唇为绿色至暗红色，具紫色的条纹。叶片为略呈盾状。阿里猪笼草很善于攀爬，很容易产生上位笼。
阿里猪笼草的形态更接近马来王猪笼草，但它们之间的区别也很大，一般不会将它们混淆。不过，这样的错误仍发生过，阿德里安·斯莱克的所著的《食虫植物与种植》（Insect-Eating Plants and How to Grow Them）中的马来王猪笼草，实为阿里猪笼草。
| 酚类化合物和无色花青苷在豹斑猪笼草、马来王猪笼草和阿里猪笼草中的分布状况                                                                                 |    |    |    |    |    |    |    |   |             |
| 种群 | 1  | 2  | 3  | 4  | 5  | 6  | 7  | 8 | 样本        |
| 豹斑猪笼草 | 3+ | ++ | 3+ | 3+ | -  | =  | -  | - | Jumaat 2484 |
| 马来王猪笼草 | -  | -  | +  | ±  | ++ | ++ | 3+ | + | Jumaat 2443 |
| 阿里猪笼草 | +  | ++ | 3+ | 3+ | +  | ++ | 3+ | + | Jumaat 2442 |
| 阿里猪笼草（离体） | +  | ++ | 3+ | 3+ | +  | ++ | +  | + |             |
| 注释： 1：酚酸；2：鞣花酸；3：槲皮素；4：山柰酚；5：木犀草素；6：未知类黄酮1；7：未知类黄酮3；8：花色素。±：非常弱；+：弱；++：强；3+：非常强；-：不存在 |    |    |    |    |    |    |    |   |             |

2002年，植物生化素筛查和色谱法被用于研究存在于阿里猪笼草及其假定亲本中的酚类化合物和无色花色苷。该研究基于九份干燥的叶片标本。其包含8个色谱分析项，分别为酚酸、黄酮醇、黄酮类、无色花青苷、未知类黄酮1和未知类黄酮3。这些物质在阿里猪笼草、豹斑猪笼草和马来王猪笼草中的分布状况如表。同时，还对阿里猪笼草的一个组织培养样品进行了测试。
在豹斑猪笼草组织中未发现木犀草素、花色素和未知类黄酮3，未知类黄酮1的含量极少。阿里猪笼草样本的色谱图呈现出与其假定的亲本互补。
在这个分析中没有涉及杨梅素。这与之前其他研究者的研究一致，而对像杨梅素这样并不是广泛存在于猪笼草属植物中的化合物进行检测可以提供更多的鉴定依据。

## 种植方法
阿德里安·斯莱克在《食虫植物与种植》一书中写道，豹斑猪笼草比其他猪笼草更难扦插。
2004年，专业园艺家罗伯特（Robert Sacilotto）根据1996年至2001年实验，发表了高地猪笼草的种植条件范围。他发现豹斑猪笼草对于环境的要求不高，特别是在温度和基质组成方面。但当使用50%硅胶、20%水苔、20%树皮和10%泥炭组成的混合基质种植豹斑猪笼草时，其生长不良。在使用50%珍珠岩、30%长纤维水苔，10%泥炭和10%树皮的混合基质及没有树皮或泥炭比例更高些的基质中，豹斑猪笼草的生长速度可以达到最大值。豹斑猪笼草可以耐受的温度范围为9℃至41℃。夜间温度低于18℃是豹斑猪笼草正常生长的前提。若不能提供这样的条件，那么豹斑猪笼草的生长速度将降低50%，并且很少长出捕虫笼。最适的温度为白天20℃至29℃，夜晚12℃至16℃。最适的基质pH值为4.8至5.5，当低于3.5时生长速度将减慢。最适的基质电导率为10至24，若超过60一个星期以上会造成叶片烧伤。实验表明，种植豹斑猪笼草的最适空气相对湿度应在68%至95%。但空气相对湿度长期高于90%会诱发疾病，增加植株死亡率。不到一年的实生苗特别容易受此影响。根据不同的光源，最适的光强度也不同。在日光下为8100至11000勒克斯，在高压钠灯下为7000至9700勒克斯，在卤素灯下为6500至9100勒克斯，在荧光灯下为5400至7300勒克斯。豹斑猪笼草可以耐受缺光的环境，但在这样环境下其会表现出叶片黄化，捕虫笼颜色变浅。将每月将缓释肥投入捕虫笼内可以加速植株的生长，但叶面肥对其没有太大作用。

## 扩展阅读
- 食虫植物照片搜寻引擎中豹斑猪笼草的照片（页面存档备份，存于）

 维基共享资源上的相關多媒體資源：豹斑猪笼草
 維基物種上的相關：豹斑猪笼草